# Fjällräven
Fjällräven (in italiano: volpe artica) è una società svedese specializzata in attrezzature per esterni, principalmente abbigliamento e zaini di lusso.
Fondata nel 1960 da Åke Nordin, dal 2014 la società è una consociata di Fenix Outdoor International AG, quotata alla borsa di Stoccolma . Il gruppo comprende anche i marchi Tierra, Primus, Hanwag, Brunton e Royal Robbins. Il CEO di Fenix a marzo 2018 è Martin Nordin, il figlio maggiore di Åke Nordin.

## Storia
La storia dell'azienda ha inizio quando, all'età di 14 anni, Åke Nordin rimase insoddisfatto dallo scomodo zaino che avrebbe dovuto portare con sé in un'escursione durante l'estate del 1950 a Dikanäs, una piccola comunità nelle montagne del Västerbotten.
Dopo aver intrapreso alcune ricerche sulla distribuzione ottimale dei pesi negli zaini da montagna, Nordin, utilizzando la macchina da cucire di sua madre, creò una borsa in cotone resistente fissata ad una cornice di legno con cinghie di cuoio. In questo modo il telaio distribuiva meglio il carico sulla schiena e aumentava la ventilazione tra la persona e lo zaino. Inoltre era possibile trasportare un carico più pesante.
L'invenzione attirò l'attenzione dei Sami, uno dei quali chiese a Nordin di costruirgli uno zaino, e successivamente, una tenda. Durante il periodo di servizio militare nelle forze armate svedesi, Nordin realizzò la presenza di uno spazio nel mercato per zaini leggeri e duraturi. Come risultato, dopo il suo congedo, ha creato Fjällräven nel 1960, operando inizialmente nel seminterrato della casa di famiglia.
Nel 1983, la società si è quotata al listino over the counter della Borsa di Stoccolma .
Nel 1996, le vendite avevano raggiunto 133 milioni di corone svedesi (20,3 milioni di dollari USA), di cui il 71% derivava dalle esportazioni.
Nel 2002, in seguito all'acquisto del produttore di abbigliamento Tierra AB e delle catene di negozi al dettaglio Friluftsbolaget AB e Naturkompaniet AB nel 2001, il gruppo Fjällräven cambiò nome in Fenix Outdoor. Fjällräven ha conservato la sua identità di marchio separata.
Nel 2012, Fjällräven ha aperto il suo primo negozio a New York. Nel 2013, il fondatore Åke Nordin è morto all'età di 77 anni.
Fjällräven ha una forte presenza sul mercato nei paesi nordici . È anche rappresentato in altri paesi europei. A partire dal 2017, i prodotti Fjällräven sono disponibili in oltre 40 paesi.

## Prodotti

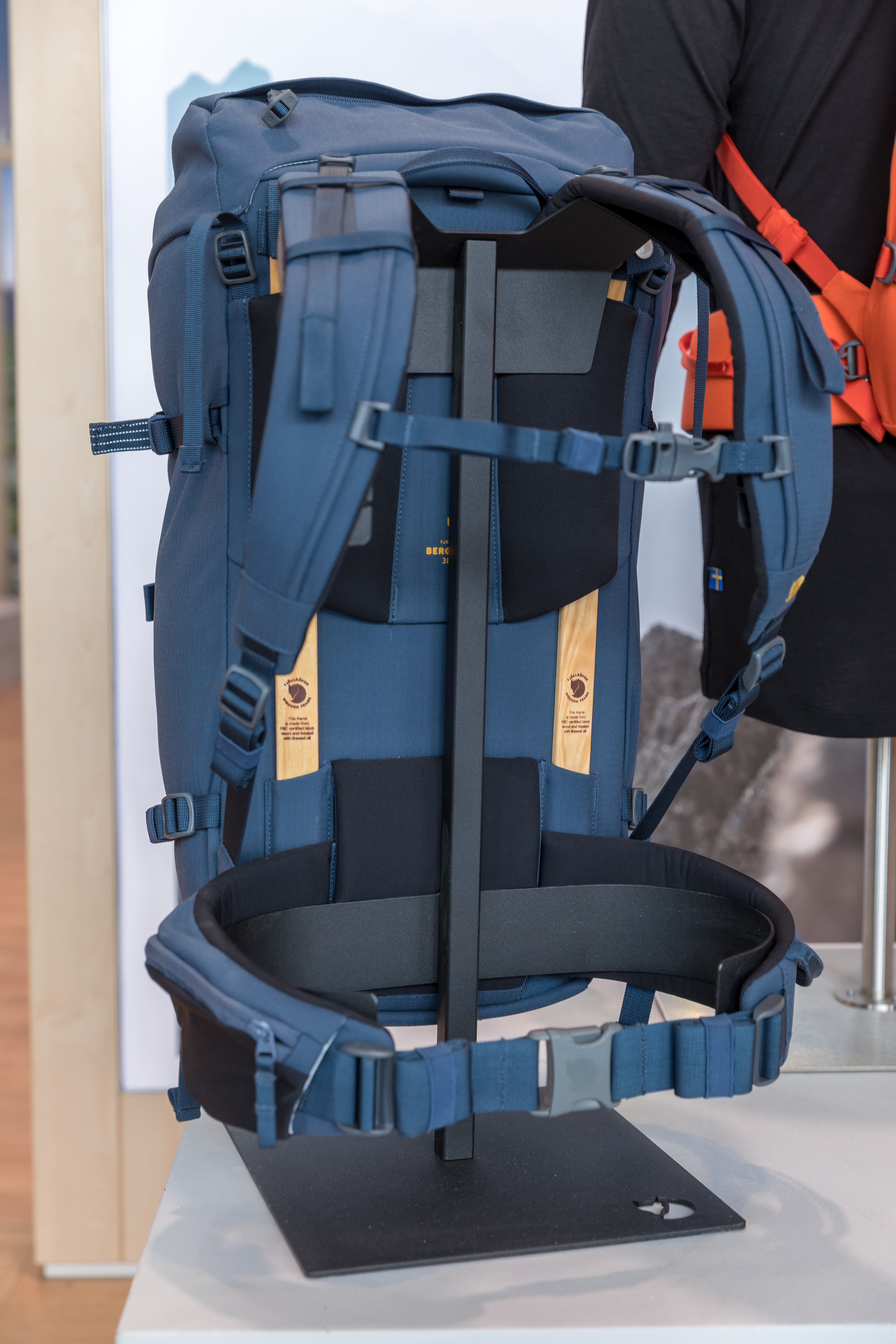
Zaino Fjällräven da trekking

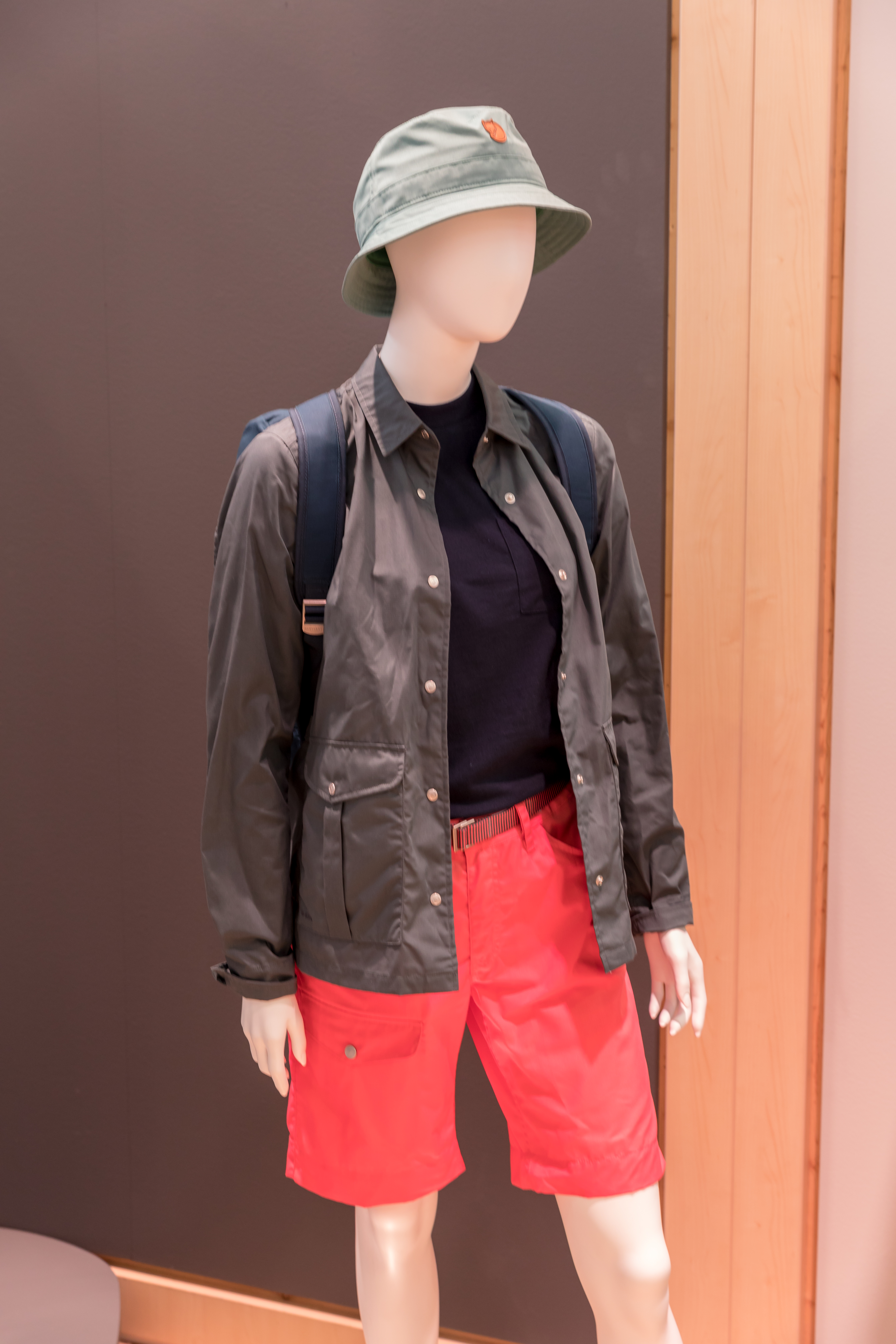
Abbigliamento Fjällräven

Fjällräven significa "la volpe artica" in svedese e i loro prodotti possono essere identificati dal logo della volpe artica, che si trova spesso sulla manica sinistra dei loro capispalla. Il badge stesso segue il contorno del logo della volpe o ha una forma simile a uno scudo. La maggior parte dei prodotti Fjällräven possiede anche una piccola bandiera svedese, solitamente situata su una cucitura.
Il prodotto originale di Fjällräven è stato il primo zaino con cornice esterna realizzato commercialmente. Ha usato un telaio in alluminio.
Nel 1973, hanno introdotto il sacco a pelo High Alpine Polar (HAP) che aveva gli scalfi e le aperture per i piedi con cordino, che permetteva agli utenti di passeggiare al suo interno.
Nel 1981, hanno introdotto il telaio per zaino giroscopico interno Gyrosoft, IGF.
Oggi tra i suoi prodotti più noti ci sono giacche groenlandesi, pantaloni Vidda, piumino Expedition e varie versioni dello zaino Kånken.
La maggior parte dei prodotti Fjällräven sono realizzati con il suo materiale G-1000. Questo è 65% poliestere e 35% cotone. È disponibile in vari tipi: Originale,Lite e HeavyDuty, ciascuno con proprietà leggermente diverse. G-1000 può essere incerato con la cera di Groenlandia di Fjällräven, che può essere impregnata con il calore applicato da un asciugacapelli, ferro o fuoco. Ciò influisce sulla resistenza all'acqua e sulla traspirabilità dell'articolo. Alcuni prodotti vengono preincerati. Il processo è simile a quello delle giacche di cera Belstaff.

### Termotende
Prima dell'ingresso di Fjällräven sul mercato, la maggior parte delle tende erano costruite con un singolo strato di cotone, del peso di 3-4 kg (6.6-8.8 lb) quando è asciutto, che poi raddoppia di peso quando si bagna. Un'opzione alternativa era quella di usare una tenda sintetica, ma erano sottili, il che permetteva all'umidità di penetrare, o così impenetrabile che la condensa rimaneva all'interno.
Credendo che, come lui, gli utenti avrebbero voluto trasportare il minor peso possibile e non desiderare che le attrezzature all'interno della tenda si bagnino, Nordin ha iniziato a progettare una soluzione. Nel 1964, introdusse sul mercato la tenda Termo che combinava un telo esterno impermeabile realizzato con un tessuto poliestere resistente e impermeabile e una tenda interna traspirante realizzata in poliammide (nylon) "Rutarme" sottile e traspirante. Questa combinazione ha permesso all'umidità di essere espulsa dalla zona giorno prima di condensare sulla superficie interna del doppio tetto. La tenda pesa 1.4  kg (3 lbs).
Nel 1967, la società lanciò la tenda Termo G-66.

### Giacca e pantaloni groenlandesi
Nel 1966, alcuni membri di una spedizione di ricerca in Groenlandia per studiare i ghiacciai hanno portato zaini Fjällräven e tende senza condensa a Termo. Con elogi per l'equipaggiamento Fjällräven, hanno detto a Nordin che è stato un peccato che la società non abbia anche prodotto le loro giacche e pantaloni, che erano fatti di lana cotta e pelle e si erano dimostrati insoddisfacenti. Ciò ha ispirato Nordin a considerare di entrare nel settore dell'abbigliamento. Ha pensato che un tessuto che si era rivelato troppo pesante per le tende leggere dell'azienda sarebbe stato abbastanza resistente per una giacca, ma aveva bisogno di trovare un modo per impermeabilizzarlo. Ricordando che quando era bambino durante un salto con gli sci con i suoi amici, riuscirono ad impedire alla neve di inzuppare i pantaloni strofinando la cera per i loro sci sul tessuto e iniziò a sperimentare diverse soluzioni di cera. Alla fine ha sviluppato una soluzione di paraffina e cera d'api che ha poi applicato al tessuto con l'aiuto dell'asciugacapelli di sua moglie.
La giacca finita, che entrò nel mercato nel 1968, fu chiamata Greenland Jacket, mentre il tessuto nel tempo divenne noto come G-1000 e la miscela di cera d'api e paraffina fu venduta come Greenland Wax.
Nel 1970, la società ha introdotto i Greenland Trousers utilizzando il materiale G-1000 precedentemente utilizzato nella Greenland Jacket.

### Fjällräven Kånken
Fjällräven Kånken è il prodotto più venduto di Fjällräven. È stato originariamente sviluppato come reazione al crescente numero di segnalazioni secondo cui i bambini delle scuole svedesi stavano sviluppando problemi alla schiena dovuti alla pesantezza delle loro borse più tradizionali. Lo zaino leggero e rettangolare ma spazioso, distribuito nel 1978, è stato il tentativo di Fjällräven di risolvere questo problema.
Durante il suo primo anno di produzione, riuscì a venderne 400, l'anno successivo arrivò a 30.000. Ad aprile 2018, Fjällräven vende il Kånken in 54 colori diversi.
Nel 2008, oltre tre milioni di zaini Kånken erano stati prodotti, e fabbricati 200.000 ogni anno.
La gamma si è ampliata per includere il Mini-Kånken con una capacità di 7 litri rilasciata nel 2002 per i bambini in età prescolare, e il Re-Kånken, distribuito nel 2016 e realizzato interamente in poliestere da bottiglie di plastica riciclata.
Ora è venduto in tutto il mondo ed è più popolare tra le donne di età compresa tra 12 e 25 anni. I Kånkens hanno un logo diverso rispetto alla maggior parte degli altri prodotti Fjällräven, che sono bianchi e rosa rispetto al solito colore marrone chiaro. Il Kånken è stato insignito del premio di design Guldknappen Accessoar nel 2018.

## Sponsorizzazione

### Fjällräven Polar
All'inizio degli anni '90, Åke Nordin incontrò Kenth Fjellborg, uno dei principali conducenti di slitte trainate da cani della Svezia. Fjellborg aveva partecipato a Iditarod, la gara di slitte trainate da cani più difficile del mondo attraverso la dura regione selvaggia dell'Alaska: così Nordin decise di creare un equivalente svedese. Nel 1997, Fjällräven Polar ha avuto luogo per la prima volta nell'Artico scandinavo.
L'evento offre anche l'opportunità a Fjällräven di testare vestiti, tende e altre attrezzature nell'ambiente per cui sono stati realizzati: la regione selvaggia invernale della Scandinavia settentrionale.

### Fjällräven Classic
Desiderando incoraggiare e consentire a più persone di uscire e divertirsi facendo trekking Åke Nordin all'inizio del XXI secolo, è nato il concetto alla base del classico Fjällräven. Non è una competizione o una gara, ma un'occasione per socializzare con altri escursionisti e godersi il viaggio di una vita. C'erano solo 152 finalisti nel 2005 e nel 2015 c'erano 2.136 finalisti.
Fjällräven Classic ora si svolge in quattro diverse località in tutto il mondo: Svezia, Danimarca, Stati Uniti e Hong Kong.

### Centro Fjällräven
Per molti anni Nordin ha sostenuto la sua città natale del club di hockey su ghiaccio professionale Modo Hockey di Örnsköldsvik. Nel novembre 2009, Fjällräven ha acquisito i diritti di denominazione dell'arena del club, che da gennaio 2010 è stato chiamato "Centro Fjällräven".